# Heteropneustes fossilis
Heteropneustes fossilis es una especie de peces de la familia Heteropneustidae en el orden de los Siluriformes.

## Morfología
• Los machos pueden llegar alcanzar los 30 cm de longitud total.

## Reproducción
Es ovíparo.

## Alimentación
Es omnívoro.

## Hábitat
Es un pez de agua dulce y de clima tropical (21 °C-25 °C ).

## Distribución geográfica
Se encuentran en Asia: desde el Pakistán y Sri Lanka hasta Birmania.

## Uso comercial
Tiene una gran demanda debido a su valor medicinal.